# La Vestale
La Vestale ('La vestal') és una òpera en tres actes de Gaspare Spontini (1774-1851), sobre un llibret en francès de Victor-Joseph Étienne de Jouy. Va ser estrenada a París el 15 de desembre de 1807. És considerada una obra precursora de la Grand Opéra francesa.

## Història
Instal·lat a París l'any 1803, Gaspare Spontini, després d'haver compost tres opéras-comiques per al Théâtre Feydeau, buscava un tema romà per a una gran òpera que palesés l'esperit de l'època; a la nova síntesi entre monarquia i república, entre l'Antic Règim i la Revolució, que Napoleó estava intentant realitzar. Étienne de Jouy li va proposar el llibret de La Vestale, que ja havia estat rebutjat per Étienne Nicolas Méhul i François-Adrien Boïeldieu. Spontini, va veure el partit que li podia traure i l'acceptà.
Com indica Jouy al prefaci, el tema de La Vestale està basat en textos de Johann Joachim Winckelmann. També s'inspira en la tragèdia Éricie ou la Vestale de Jean-Gaspard Dubois Fontanelle. El tema és d'una gran intensitat dramàtica, però alhora permet desplegar vastos recursos escènics, mentre que les referències romanes; amb les àguiles, els ceptres, els soldats i les marxes triomfals, s'acoblen perfectament —malgrat alguns anacronismes— amb la simbologia imperial.
Quan va ser estrenada va causar sensació i va semblar que encarnava de manera gairebé miraculosa l'esperit de l'Imperi. Amb un repartiment brillant, particularment Caroline Branchu com a Julia, l'òpera va gaudir de gairebé cent representacions seguides. L'Institut de France la va declarar la millor obra lírica del decenni.

## Sinopsi

### Acte I
Roma, davant del temple de Vesta
Licinius, general romà, torna a Roma després d'una reeixida campanya militar a la Gàl·lia. No obstant s'ha trobat amb una amarga sorpresa. Com li confessa al seu amic Cinna, fa cinc anys, enamorat de Júlia però rebutjat pel pare d'aquesta, va enrolar-se en l'exèrcit per a aconseguir els honors que el feren digne de la seua mà. Ara, una vegada aconseguit el seu propòsit, la seua estimada Júlia ha professat en el culte de Vesta, la deessa de la llar, per desig de son pare al llit de mort. Aquest ingrés suposa un vot de castedat, que separarà els dos amants per sempre. Cinna tracta de convèncer Licinius de la necessitat de renunciar a aquest amor sacríleg.
Les vestals ixen del temple acompanyades per la Gran Vestal. Aquesta, sospitant la manca de vocació de Júlia l'adverteix dels perills de l'amor. Una vegada sola, Júlia lamenta el seu destí, mentre en la llunyania s'escolta el corteig triomfal.
Júlia no vol estar present en la cerimònia en què s'ha d'honorar el triomf de Licinius, però la Gran Vestal rebutja aquest desig. Quan Júlia corona Licinius, aquest li xiuxiueja que planeja raptar-la aqueixa mateixa nit. L'acte conclou amb un llarg ballet triomfal que ocupa la meitat de l'acte.

### Acte II
Interior del Temple de Vesta
La Gran Vestal encarrega a Júlia la vigilància el foc sagrat que mai no ha d'apagar-se. En quedar-se sola, Júlia prega a la deessa que l'allibere del sacrileg amor que sent per Licinius. No obstant el desig de reveure'l és més fort, i Júlia es deixa endur per la passió i obre la porta del temple perquè el seu estimat hi puga entrar. De sobte se sent la veu de Licinius que la crida. Ambdós amants entonen un duo d'amor, i mentrestant el foc abandonat s'apaga. Arriba Cinna i adverteix als dos amants de l'arribada de gent i obliga Licinius a fugir. El Summe Sacerdot, colèric, acusa Júlia de traïció i la commina a denunciar el seu còmplice i amant, però ella s'hi nega. La pena està escrita: Júlia haurà de morir soterrada viva.

### Acte III
Un cementeri per a criminals. S'hi veu una tomba amb el nom de Júlia, on aquesta ha de ser soterrada viva.
Licinius i Cinna ho han intentat tot per salvar Júlia, no obstant Licinius fa un darrer intent d'obtenir la clemència del mateix Summe Sacerdot. Sense obtenir resposta, desesperat, Licinius li confessa que ell és l'amant de Júlia. El Summe Sacerdot, però, li respon que aquesta confessió no servirà de res: després de l'execució de Júlia Licinius serà jutjat i probablement condemnat a mort.
La Gran Vestal, compassiva, beneeix Júlia, que apareix coberta amb un vel negre. Aquesta fa un cant de comiat al seu estimat, sense revelar-ne el nom. Llavors apareix Licinius amb el seu exèrcit, i ofereix la seua vida a canvia de la de Júlia, qui fingeix no conèixer-lo per a salvar-lo. Júlia penetra en la tomba, i el seu vel cau al costat de l'altar.
De sobte una paorosa tronada enfosqueix el cel. Un raig cau damunt del vel de Júlia i el crema. El Summe Sacerdot hi reconeix una intervenció divina per a salvar Júlia.
Júlia és rescatada de la tomba i alliberada dels seus vots. Licinius i Júlia s'acosten a l'altar i contrauen matrimoni.

## Enregistraments
Llista d'enregistraments de La Vestale.
| Any  | Repartiment (Giulia, La Gran Vestal, Licinius , Cinna, Summe Sacerdot)                                              | Director,          | Segell discogràfic  |
| ---- | --- | ------------------ | ------------------- |
| 1954 | Maria Callas, Franco Corelli, Sordello, Nicola Rossi-Lemeni, Ebe Stignani                                           | Antonino Votto     | GOP                 |
| 1969 | Leyla Gencer, Robleto Merolla, Renato Bruson, Agostino Ferrin, Franca Mattiucci                                     | Fernando Previtali | Memories            |
| 1991 | Rosalind Plowright, Francisco Araiza, Pierre Lefébvre, Arturo Cauli, Gisella Pasino                                 | Gustav Kuhn        | Orfeo               |
| 1993 | Karen Huffstodt, Anthony Michaels-Moore, J. Patrick Raftery, Dimitri Kravakos, Denyce Graves                        | Riccardo Muti      | Sony                |
| 2023 | Marina Rebeka, Stanislas De Barbeyrac, Tassis Christoyannis, Aude Extremo, Flemish Radio Choir, Les Talens Lyriques | Christophe Rousset | Palazzetto Bru Zane |